# Yamilett Orduña
Yamilett Orduña Saide  (Monterrey, Nuevo León, 15 de marzo de 1973) fue Presidenta Ejecutiva del Instituto Estatal de las Mujeres y directora general del Régimen de Protección Social en Salud - Seguro Popular.
Se graduó de la Universidad de Monterrey (UDEM) en Ciencias de la Información y Comunicación, y cuenta con una Maestría en Educación por la misma casa de estudios. Se ha certificado como Business Executive Coach por la empresa Francesa Médiat-Coaching, y cuenta con más de 15 años de experiencia en las  áreas de Procesos de Identidad, Equidad, Integración, Formación de Equipos, Planeación de Estrategias y Proyectos de Desarrollo de Cambio Organizacional con Igualdad de Oportunidades e inserción de Principios de Vida.
Es socia fundadora de la firma YO Experimental Development y ha escrito artículos para la Revista BCM y BCM WOMAN, también fue conductora de cápsulas de Reflexión en Televisa.    

## Elecciones del 2015
Participó como Candidata a la Alcaldía por el municipio de Monterrey, elección en la que logró obtener 18,276 sufragios.    

## Seguro Popular
Durante su gestión como Directora del Régimen Estatal de Protección Social en Salud (REPSS) más conocido como Seguro Popular en el año 2015, logró por unanimidad en el Congreso del Estado de Nuevo León, transformar la institución en un Organismo Público Descentralizado (OPD), así es como se convierte en el brazo operativo del Sistema Nacional de Protección Social en Salud brindando protección financiera a la población que carece de seguridad social.    

## Instituto Estatal de las Mujeres
Como Presidenta del Instituto Estatal de las Mujeres en Nuevo León (2016 - 2017) triplicó el recurso del Instituto, al pasar aproximadamente de 23.0 MDP anuales en 2016 a 85.9 MDP anuales en 2017, en ese mismo año se firma un convenio de asesoría técnica con UNODC (Oficina de las Naciones Unidad contra la Droga y el Delito), para establecer una oficina en las instalaciones del IEMujeres, para tratar temas contra la violencia en el Estado.
Se creó el Programa Estatal Municipal Permanente y Comunitario titulado “Seas quien seas sígueme, por una vida libre de violencia hacia las mujeres”, a través del cual se realizaron logros específicos tales como:
- Multiplicaron los módulos de atención multidisciplinarios de Trabajo Social, Apoyo Psicológico y Jurídico, los cuales pasaron de ser 15 a ser 32 módulos de atención en todo el estado.
- En el tema de Prevención contra la Violencia, se capacitaron cerca de 10 mil personas en el año 2017, entre sociedad civil y dependencias públicas.
- Con la Brigada “La Llave de la Igualdad” se acercaron los servicios de gobierno a las comunidades con mayor índice de violencia en el Estado, esto con la finalidad de dar a conocer los Derechos Humanos de las mujeres.
- Se crean los programas de radio y televisión “La llave de la Igualdad” donde se tratan los temas de prevención, atención sanción y erradicación de la violencia contra mujeres y niñas entre otros temas relacionados con la Igualdad entre mujeres y hombres.
- Se difunde la campaña de Violentómetro a través de spot de radio, banners y pósteres así como folletos, acordando entre las diferentes dependencias de Gobierno, una distribución estratégica en escuelas, centros de salud, asociaciones civiles, y medios de transporte, con la finalidad de concientizar sobre los niveles de violencia.
- Se adopta a la Red de Orquestas Juveniles a través de un contrato entre la Secretaría de Educación, la Facultad de Música de UANL y el IEM, para que a través de 28 orquestas se logre impulsar la prevención contra la violencia de género, a través del arte.
- Se gestionó el recurso y diseño de la “Plataforma digital @prendiendo” una herramienta de capacitación en línea para impulsar la prevención de una forma masiva.

El día 15 de diciembre de 2017 presenta la renuncia al Instituto Estatal de las Mujeres del Estado de Nuevo León para contender como candidata a diputada federal independiente por el Distrito VII de Nuevo León, logrando obtener más de 13,500 firmas ciudadanas que avalaron su candidatura para participar en las elecciones federales del 1 de julio de 2018.

## Candidata independiente a la Diputación Federal por el Distrito 7 (Nuevo León)
Convencida de la participación política de las mujeres, participó de manera independiente en la contienda para ser diputada federal por el Distrito 7. Después de reunir 13,789 firmas de las 6,925 requeridas por el INE, el 29 de marzo de 2018 recibió la constancia oficial de registro.
- Datos: Q51763812